# مدام بوفاري
مدام بوفاري (بالفرنسية:Madame Bovary) رواية أولى للكاتب الفرنسي جوستاف فلوبير صدرت عام 1856.

## ملخص الرواية
تبدأ الرواية بدخول الفتى شارل بوفاري، إلى مدرسته، روان الداخلية، وهو في سن أكبر من طلبة صفه، ويقود منظره الريفي وكبر سنه المعلم والطلبة للاستهزاء به. ثم ينقل إلى دراسة الطب، ويتخرج بعد عثرات، ويفتتح عيادة في (توست) وتزوجه أمه من أرملة ثرية متقدمة في السن ومريضة في الخامسة والأربعين من عمرها.
يستدعى شارل لعلاج قسيس في بروتو، كسرت ساقه وكان ثريا، وهناك يرى ابنة القسيس واسمها إيما، والتي قادته إلى حيث يرقد والدها. وقد بدت أنها تكره الريف والعيش فيه، وكانت تلقت دراسة في رعاية راهبات الأورسلين حيث تعلمت دروساً في الرقص والرسم وعزف البيانو والجغرافيا.
تموت زوجة شارل الأولى، فيطلب يد إيما من الأب روو والذي كان يود أن يكون صهره أكثر غنى من شارل، وبعد استشارة الأب لابنته توافق ويوافق الأب كذلك. ويتزوج شارك وإيما في عرس باذخ ثم يعودان إلى توست، وقد بدت عقدة إيما النفسية، التي ربما نشأت من اعتقادها بأنها قبل الزواج قد دفعت إلى الحب لكنها لم تحصل على السعادة المترتبة على حبها، حتى أنها توهمت أنها على خطأ، فتساءلت: ماذا تعني عبارات النشوة والعاطفة والهيام التي قرأت عنها في الكتب!
وبدلا من أن تنصرف إلى العناية بالزوج والبيت، صارت تسترجع ذكرياتها في سنين طفولتها 13 سنة. عندما دخلت الدير واقبلت على العبادة والإجابة عن الأسئلة الدينية الصعبة لكن مع اقترابها من السادسة عشرة فقد حدث انقلاب في نظرتها إلى الأشياء، فنفرت من المناظر الريفية الهادئة، واتجهت إلى نقيضها – المثيرة – وصارت تبحث عن العاطفة أكثر من بحثها عن المنظر ! وصارت تعجب بأبطال وبطلات الكتاب الكلاسيكيين ولاحظت الراهبات أنها أخذت تفلت من رعايتهن، بعد أن كن قد بالغن في مواعظهن لها وأسرفن في تلقينها الاحترام للقديسيين، وفي ازجاء النصح في اخضاع الجسد ولم تأسف الراهبات على خروجها من الدير عندما جاء أبوها وأخرجها منه.
وتجد إيما لذة عند عودتها إلى مزرعة أبيها، في إصدار الأوامر للخدم، ولكنها حنت إلى الدير ثانية، وحتى وهي في أيام شهر العسل الأولى كانت تتمنى أن تكون تلك الأيام في أماكن أخرى مثل اسكتلندا أو سويسرا، ومع رجل من النبلاء لا مع شارل! ورغم قبولها بالزواج به، تتمنى لو التقت مرة واحدة نظراته بخواطرها ورؤاها.
فالأمور بينهما كانت تسير على النقيض، حيث كلما ازدادت الألفة بينهما ازداد شعورها بالانطواء الروحي وزادت الهوة بينهما. إذ ترى أن حديثه سطحي ولا يعرف المسرح أو الموسيقا ولا يعرف شيئاً، ولا يطمع في شيء.
ورأت إيما أن زواجها من شارل لم يتح لها تحقيق ما تتطلع إليه من آمال لأن حياته تسير على نمط واحد، دون إثارة أو تغيير. كما أنها لم تجد أنها حرة في مصروف البيت، إذ اتهمتها حماتها بأنها – إيما – ميالة إلى تبذير دخل ابنها. حاولت إيما أن تقنع شارل بأنها تحبه، فكانت تغني له بعض الأناشيد العاطفية التي حفظتها، لكن انفعاله لم يختلف قبل الإنشاد أو بعده ! كان يقبلها في مواعيد محددة، وكأنه يمارس عادة من العادات ! ويصل بها الانفعال إلى أن تقول يا إلهي لماذا تزوجت ! ولعل دعوة شارل وإيما إلى فوبيسار لزيارة مركيز أورفيليه، والذي أجرى له شارل عملية صغيرة كانت ذات أثر كبير في تلبية رغبة إيما إلى توقها لرؤية ما هو جديد وعظيم ! وبخاصة في هذا القصر الفاخر، الذي رأت فيه ما يروقها من البذخ سواء بالأثاث الفاخر أو الوجوه المترفة أو في المائدة العامرة، التي عرفت فيها للمرة الأولى أصنافاً من الطعام والفاكهة. وأسعدها أن استقبلها الماركيز وزوجته، ورقصت خلال الحفلة مع (الفايكونت).
وقد ظلت تؤرخ لذكرى الحفلة بانقضاء الأسابيع التي تلتها. بدأت جذوة الحب تخمد من جانب إيما لزوجها، وصارت تتوق إلى الأجواء المخملية، حلمّا منها بأن تكون واحدة من بنات تلك الطبقة. كانت إيما من النوع الذي يزهو في الحصول على الأشياء القريبة وتطمح إلى ما بعدها. كانت تبحث عن عالم اللذات والانفعالات العنيفة، وتتمنى الحصول على الشيء وضده! بينما كان شارل ماضيا في خدمة مرضاه والارتحال يوميا لزيارتهم. لذا ملت إيما الحياة الرتيبة في روان، ومرضت، وعندما أخذها إلى طبيب آخر نصحه أن يغير مكان إقامته وبالفعل رحلت الأسرة إلى مكان آخر (أيونفيل) وإيما حامل بابنتها.
وصل شارل وإيما إلى القرية الصغيرة واستقبلهما فيها الصيدلي هوميه وأقام احتفالاً لهما في الفندق الوحيد (الأسد الذهبي)، وأعدت لهم حفلة عشاء، وعلى مائدة العشاء جلس أربعة أشخاص، شارل، إيما والداعي هوميه، وفتى من المدينة شاب جميل يعمل كاتبا عند كاتب العدل أعزب يدرس القانون في باريس. هو (ليون)، الذي وافق على رأي إيما عندما طرحت مسألة السأم التي يصاب بها الإنسان نتيجة وجوده في مكان واحد. والذي أعجبه قبل ذلك جمالها ومظهرها الأنيق وعندما انشغل شارل وهوميه بتناول الطعام، بدأ ليون يتبادل الأحاديث العامة مع إيما، التي بدا لها أنه شغوف بالخيال ويحب المناظر الطبيعية، وبخاصة تلك التي حدثه عنها ابن عمه الذي سافر إلى سويسرا، ووجد كل من إيما وليون أشياء مشتركة بينهما على مدى ساعتين من الحديث أثناء العشاء !
كان ليون يسكن في البيت نفسه الذي يسكن فيه الصيدلي وأسرته، وقد كان مكان سكن إيما وزوجها في نفس الموقع في بيت آخر للصيدلي.
وبعد مدة وضعت إيما حملها وكان بنتا اسمتها (بيرت) أقامت الأسرة حفلا دعي إليه معظم أهل البلدة ومن ضمنهم ليون. وفي إحدى زيارات إيما لابنتها عند المرضعة صادفت – ليون – ودعته إلى صحبتها في الزيارة، وذهبا معا إلى بيت المرضعة. وقد شعرا بشيء من الخدر العجيب يسري فيهما.
وكان من عادة الجيران أن يجتمعوا في بعض الأمسيات حيث يلعب الصيدلي والطبيب لعبة الورق والدومينو، وكان يروق لإيما أن تجلس إلى جانب ليون، ليقرأ لها بعض الأشعار العاطفية، وبخاصة عندما كان النعاس يغلب على الصيدلي والطبيب.
وقد صار ليون يهدي الطبيب وزوجته بعض التحف والكتب الطبية. وصار يرافق شارل في بعض رحلاته، لزيارة مرضاه. وقد بدا في نفس ليون أنه يحب إيما ولكنه لم يستطع أن يصرح لها بذلك. وانتظر حتى تحين الفرصة المناسبة. ومع بداية تفكير إيما وليون بحرارة اللذة التي سيحصل عليها كل منهما إذا تحابا. حاول تاجر – ليريه – أن يتسلل إلى جيوب إيما ليعرض عليها خدماته، في جلب الملابس وأدوات الزينة لها من أشهر الماركات في باريس !
ويلاحظ ليون في إحدى المرات – وبعد أن كانت إيما تشعر بيمل نحو حب ليون – شيئاً غريبا من إيما التي تحدثه عن طيبة زوجها، وأن ربة البيت الصالحة لابد أن ترعى زوجها وبيتها وتهتم بهما، وعندما تسترجع بنتها من عند المرضعة، وعندما يلاحظ ذلك يقول في نفسه: يا له من جنون، كيف السبيل إليها! ولكن إيما في الحقيقة كانت تتخفى في هذا الزهد والرقة ما يحرق ذاتها من شهوات وغيظ وكراهية. كانت تهوى ليون وتنشد العزلة لتسعد بطيفه.
العفة التي اتصفت بها، كانت بسبب كونها زوجة للطبيب، وأن هذه العفة وقفت حائلا دونها ودون تحقيق شهواتها، وأن زوجها لا يستحق كل ذلك! وأنه من واجبها أن تواجه هذا النفاق – العفة – التي تتظاهر بها. لابد أن تنتهي بالهرب مع ليون من الجحيم الذي تعيش فيه. وفي الوقت نفسه تسأل نفسها ماذا لو لم يستمر ليون في حبي ؟ وتخلص إلى أن مرضها – تعاستها – بدأ بعد الزواج. وتخال أن ما يساعدها في أزمتها هو اللجوء إلى الكنيسة، من أجل الاعتراف، ولكنها لم تكن قد أخطأت حتى تعترف؟ وتذهب بالفعل إلى الكنيسة. وعندما تعود إلى البيت تكون أشد عصبية وثورة. وعندما تحاول ابنتها الصغيرة الاقتراب منها تدفعها بشدة. وتتسبب في إحداث جرح في خدها وعندما يراها زوجها في توترها يتجه صوب ليون، الذي يتوجس خوفاً من شارل، ولكنه يتنفس الصعداء عندما يعرف أنه يريد رأي ليون في تقديم هدية لزوجته هي صورة الزوج، والتي سيساعده ليون في عملها في المدينة!

وفي هذه الأثناء ظهر ليون في عيون من يعرفونه على أنه غريب الأطوار، شارد الذهن. يشعر بالملل من رتابة حياته في القرية، وأبدى رغبة في الرحيل إلى باريس ليكمل دراسته في القانون، فيتغير بذلك مجرى حياته، وعندما تسلم موافقة أمه، على سفره، ذهب إلى إيما وودعها ومضى! وقد مرضت إيما بعد تلك الحادثة!
ولكن حبا آخر يهبط على قلب إيما بعد ذلك. عندما يحضر إلى بيت الطبيب الثري – الفني – رودلف بولانجيه الأعزب، ذو المغامرات ابن الرابعة والثلاثين، قاصداً الاستشفاء لغلام يشتغل عنده. والذي يفتن بجمال إيما عندما وقفت تساعد الطبيب أثناء علاج الفني، ويأخذ بالتردد على الطبيب لرؤية إيما، وتكون الفرصة ملائمة للقاء أثناء اقامة المعرض الزراعي في (أونفيل). وقد صاحبها إلى ذلك المرض. وتحدثا عن السعادة، وصرح لها بأنها لن تجدها ما دامت في عصمة ذلك الطبيب. وانها ستجد السعادة معه وهو صاحب القصر والمزرعة والخيول! ومع انتهاء الحفل يرافقها إلى منزلها. وحدث أن تمرض إيما، ويحضر رودلف. فيسأله شارل الطبيب: إذا كانت رياضة الخيل ستفيدها ! ويهيئ لها شارل ملابس ركوب الخيل ويكتب شارل إلى رودلف: إن زوجته تحت تصرف رودلف وأنه يعلق الأمل على لطفه! ومع عودتها من قصر رودلف – صاحب الخبرات النسائية – أخذت إيما تصيح: إن لي عشيقاً. حيث عاش معها – رودلف كزوج!
رأت إيما في عشقها لرودلف نوعا من الانتقام من زوجها، ولكن رودلف لا يلبث أن يملها. ويعلن لها أن زيارتها له قد تسبب بعض الأقاويل حوله.
كانت تجربة إيما مع ليون ورودلف تجربة فاشلة، أما تجربتها المادية مع ليريه التاجر فكانت سبباً في دمار الأسرة المادي فقد أغراها بالاستدانة ومن ثم انقض عليها في اللحظة المناسبة، إذ كان يعرف بعلاقتها مع ليون ورودلف وكانت تخشى من أن يفشي أسرارها وأغراها بتدوير الكمبيالات وبالحصول على توكيل مالي عام من زوجها بالتصرف في أمواله. وتسوء حالة إيما الصحية والمالية وذلك عندما يعلن الحجز على أملاك زوجها فتلجأ إلى ليون الذي تلتقيه مرة أخرى في إحدى المناسبات وتعاشره معاشرة الأزواج وتطلب منه المال لكنه يعتذر وكذا الأمر مع رودلف فتعود خائبة لتتناول السم ولا يلبث زوجها أن يكتشف رسائل عاشقيها فيموت وحيداً وتتشرد ابنتهم الصغيرة لتعمل عاملة في مصنع عند خالتها الفقيرة.

## شخصيات الرواية
- (مديما )
- ليون (عشيق أيما )
- رودولف (عشيق إيما )ام بوفاري)
- شارل بوفاري (زوج إيما)
- بيرت (ابنة ايما )

## روابط خارجية
- مدام بوفاري على موقع الموسوعة البريطانية (الإنجليزية)